# Afroplitis bergeri
Afroplitis bergeri är en fjärilsart som beskrevs av Pierre E.L. Viette 1954. Afroplitis bergeri ingår i släktet Afroplitis och familjen tandspinnare. Inga underarter finns listade i Catalogue of Life.